# Kristiansund
Kristiansund (Erlier Christiansund) là một đô thị trên bờ biển tây của Na Uy, ở quận Nordmøre thuộc hạt Møre og Romsdal. Nó được chính thức nâng lên thị trấn năm 1742.
Kristiansund được lập làm một đô thị ngày 1 tháng 1 năm 1838. Đảo và đô thị Grip đã được sáp nhập với Kristiansund ngày 1 tháng 1 năm 1964. Đảo và đô thị Frei được nhập vào Kristiansund ngày 1 tháng 1 năm 2008.
Thành phố này giáp các đảo và đô thị Smøla về phía đông bắc, Tustna về phía đông và Averøy về phía tây nam.

## Lịch sử

### Từ năm 8000 TCN đến năm 1066
Chứng cứ khảo cổ tồn tại về việc định cư tại khu vực ngày nay là Kristiansund từ thời kỳ 8000 TCN. Khi kết thúc thời kỳ băng hà cuối cùng, một số khu vực ở bờ biển phía tây của Na Uy trở nên không có băng. Chứng cứ đầu tiên về những định cư như vậy được phát hiện tại Voldvatnet ở Kristiansund vào năm 1909. Nhiều nơi khác sau đó cũng đã được tìm thấy, trong đó có phát hiện tại Kvernberget vào năm 2007 khi các đợt khai quật khảo cổ được tiến hành trước khi mở rộng sân bay của thành phố. Cũng đã tìm thấy các vật thể từ thời kỳ đồ đồng và đầu thời kỳ sắt cổ.
Trong thời kỳ Viking, có nhiều trận chiến diễn ra xung quanh Kristiansund. Trận chiến nổi tiếng nhất là Trận Rastarkalv trên đảo Frei, nơi vua Na Uy Håkon the Good chiến đấu với nhóm Eirikssønnene. Hiện nay có một tượng đài được đặt gần Nedre Frei, nơi diễn ra trận chiến.

### Thời Trung Cổ

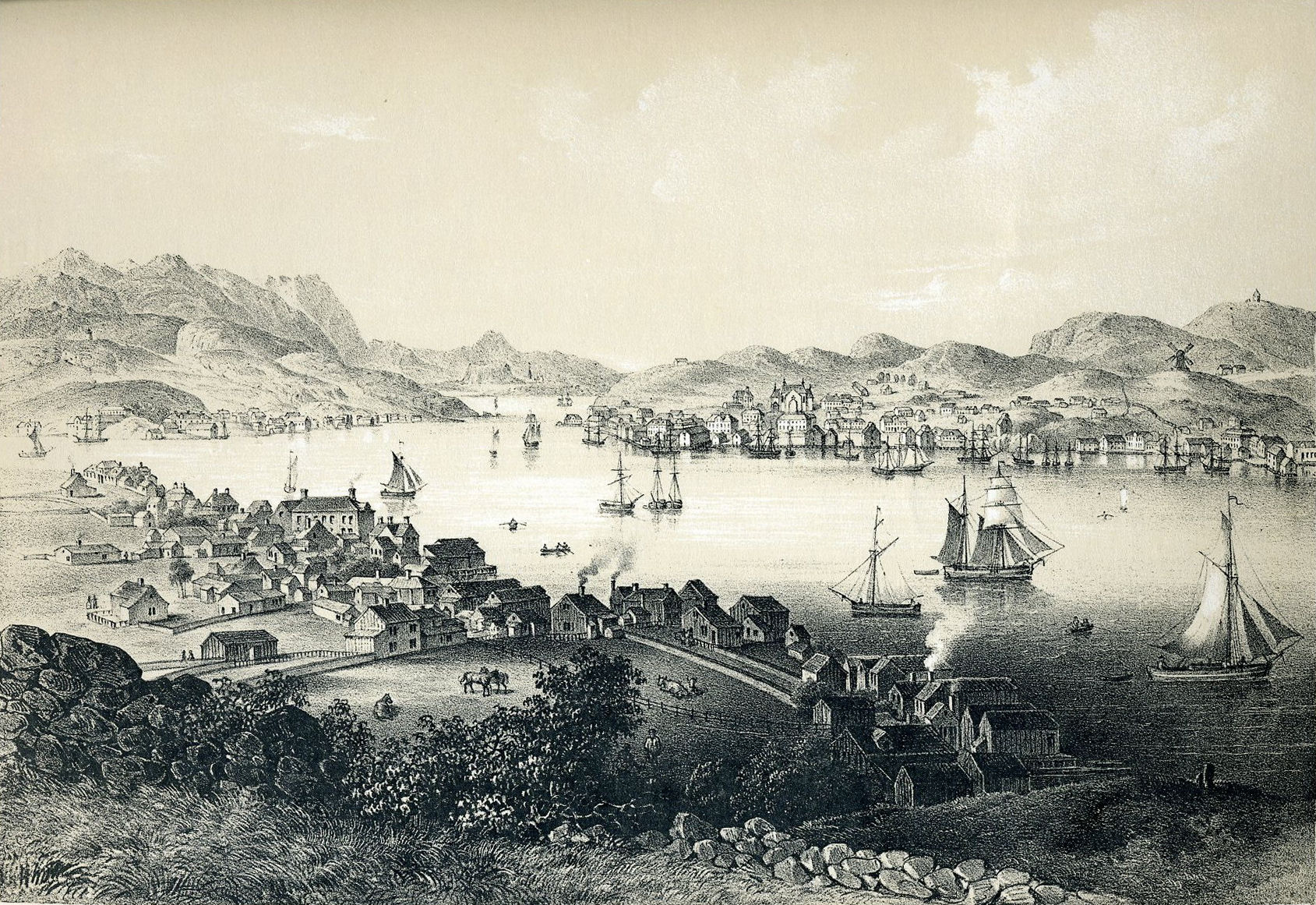
Một bức tranh về Christianssund từ đầu những năm 1840.

Hòn đảo Grip đã là một cộng đồng ngư dân quan trọng trong thời Trung Cổ và được coi là khu tự quản quan trọng nhất trong khu vực thời điểm đó. Cảng tự nhiên tại Lille-fosen, gần nơi Kristiansund đặt hiện nay, cũng thường xuyên được sử dụng cho mục đích đánh cá.

### Từ thế kỷ 17 đến thế kỷ 18
Trong thế kỷ 17, một nơi định cư nhỏ phát triển xung quanh khu vực ngày nay chúng ta biết là cảng Kristiansund. Khi càng có nhiều người di cư đến, khu vực trở thành một cảng giao dịch quan trọng cho việc đánh cá và vận chuyển gỗ dọc theo bờ biển. Chính phủ Đan Mạch-Na Uy đã thành lập một trạm hải quan ở đây, được kiểm soát bởi cảng giao dịch chính ở Trondheim. Năm 1631, cảng được tuyên bố là một ladested.
Thủy thủ Hà Lan đã đem kiến thức về sản xuất cá khô clipfish đến Kristiansund vào cuối thế kỷ 17, và trong một số năm, thành phố này đã trở thành người xuất khẩu cá khô lớn nhất ở Na Uy, xuất khẩu hàng hóa chủ yếu đến các nước Biển Trung Hải như Tây Ban Nha và Bồ Đào Nha. Việc sản xuất cá khô của thành phố cũng là một phần lý do tại sao nó đã được trạng thái thị xã như một kjøpstad vào năm 1742.

### Từ thế kỷ 19 đến hiện tại

Bản đồ Kristiansund (1964-2008)

Thị trấn Christianssund được thành lập như là đô thị Christianssund vào ngày 1 tháng 1 năm 1838 (xem Đạo luật formannskapsdistrikt). Trong thập kỷ 1960, có nhiều sáp nhập đô thị trên toàn Na Uy do công việc của Ủy ban Schei. Ngày 1 tháng 1 năm 1964, Đô thị Kristiansund đã được sáp nhập với Đô thị nhỏ Grip (dân số: 104) ở phía tây bắc và khu vực Dale của Đô thị Bremsnes trên đảo Nordlandet (dân số: 963). Đô thị lân cận Frei đã được sáp nhập với Kristiansund vào ngày 1 tháng 1 năm 2008, tạo nên một Đô thị Kristiansund lớn hơn nhiều.